# Viagem Pitoresca e Histórica ao Brasil
Viagem Pitoresca e Histórica ao Brasil é um álbum iconográfico do pintor, desenhista e professor francês Jean-Baptiste Debret. O livro, originalmente dividido em três volumes, foi publicado em Paris entre 1834 e 1839, com o título Voyage Pittoresque et Historique au Brésil, ou séjour d´un artiste français au Brésil, depuis 1816 jusqu’en 1831 inclusivement, époques de l'avènement et de l'abdication de S.M.D. Pedro Premier, fondateur de l'empire brésilien. Dédié à Académie de Beaux-Arts de l'Institut de France, par J R. Debret, premier peintre et professeur de l'Académie Impériale Brésilienne des Beaux-Arts de Rio-Janeiro, peintre particulier de la maison Impériale, membre correspondant de la Classe des Beaux-Arts de l'Institut de France, et chevalier de l'ordre du Christ. Ao longo das centenas de gravuras e textos que compõem o livro, Debret registra de cenários, personagens e situações do Brasil na época, como a representação dos índios e dos elementos da natureza, do cotidiano da cidade do Rio de Janeiro no início do século XIX e retratos da suntuosidade da corte Portuguesa. Debret veio para o Brasil com a Missão Artística Francesa, em 1816, e permaneceu no país até 1831, quando regressou à França. A obra é fruto dessa estada de quase dezesseis anos do artista no Brasil. Suas aquarelas, impressas no livro por meio de litografias, e artigos sobre o que conheceu do país possuem vasto e profundo alcance na memória dos brasileiros.Apesar do alto valor histórico que o livro possui até hoje, é preciso contextualizar sua produção, altamente influenciada pela experiência do artista francês no Brasil e das intenções com relação à imagem que queria dar ao país. Entre os temas que a obra revela nas suas linhas e entrelinhas estão a importância da Missão Artística enquanto transmissora da cultura francesa ao povo brasileiro; a situação política e cultural do Brasil no início do século XIX e as relações entre os artistas e a monarquia portuguesa.
No seu conjunto, as imagens de Debret ensaiam uma interpretação do Brasil, sendo este o aspecto que mais concentra o interesse de pesquisadores. Voltado para a feitura de um "inventário" da realidade brasileira, sua obra adquire um tom classificatório, aproximando-o, por um lado, da tradição dos viajantes naturalistas europeus. Esses exploradores eram responsáveis por apreender a realidade de outras terras e apresentá-las de acordo com critérios científicos. Por outro lado, é possível identificar uma outra postura de Debret na seleção dos registros que compõem o livro. É um Debret filósofo, com a influência do seu passado como seleto artista de Napoleão Bonaparte, capaz de pensar sobre a realidade em que se encontrava e as maneiras de melhor traduzi-la.
Outra faceta do artista se revela nos textos do livro, no qual expõe a imagem que tem a respeito do Brasil e também busca incutir uma realidade histórica que alguns de seus desenhos já não possuíam. Isto é, Debret faz com que as imagens sejam autorizadas a partir de sua reflexões. Nesse sentido, a obra têm sido entendida como um projeto intelectual a respeita da marcha da civilização no Brasil.
A obra é composta por 153 gravuras coloridas distribuídas em 140 pranchas coloridas, acompanhadas de textos que explicam cada uma delas.

## Contexto histórico
O processo de realização de Viagem Pitoresca e Histórica ao Brasil está arraigada à própria trajetória de Debret. Depois de integrar por dez anos o grupo seleto de pintores de Napoleão, o artista passa por algumas mudanças em sua vida no ano de 1815. Já separado da esposa, ele perde seu filho, que tinha vinte anos, vê o Imperador ser exilado na ilha de Santa Helena, além de ser afastado de Jacques-Louis David, seu primo e mestre da pintura neoclássica, que vai para a Bélgica e de onde não volta. Trata-se do período da Restauração, no qual os Bourbons retomam a monarquia na França e criam um ambiente hostil para jacobinos que acompanharam a Revolução Francesa de perto, como David e o próprio Debret.
Seguindo conselhos da família, o pintor decide viajar para o Brasil, juntando-se à Missão Artística. Apesar de estar, ironicamente, a serviço da corte Portuguesa, que escapou para o Brasil sob a ameaça das invasões napoleônicas em 1808, um dos aspectos que motivaram essa viagem foi uma ideia de que a burguesia francesa era uma referência de civilização e que deveria levar seus avanços aos povos ditos primitivos. Na época, o Brasil ainda era visto como uma terra exótica que, com uma metrópole em construção, tornava-se um espaço ideal para que os franceses pudessem espalhar suas habilidades e conhecimentos.
Em 1815, também, o Brasil saiu de colônia para ser considerado o principal país do Reino Unido de Portugal, Brasil e Algarves. O Rio de Janeiro passava por um intenso projeto civilizatório, reforçado pelo decreto de 12 de agosto de 1816, que determinava o recebimento de um grupo de artistas franceses cuja tarefa seria estabelecer uma Escola Real de Ciências, Artes e Ofícios, visando o progresso em diversas frentes, além de fornecer um “socorro estético” que engrandecesse o Reino.
A Escola, no entanto, devido à instabilidade do país e desavenças entre os franceses e portugueses, só passaria a funcionar a partir de 1826, quando Debret passa a atuar efetivamente em atividades acadêmicas. E foram ao longo desses dez anos que separam a chegada da Missão ao estabelecimento da Academia, que ele pintou grandes partes dos registros que formam Viagem Pitoresca e Histórica ao Brasil.

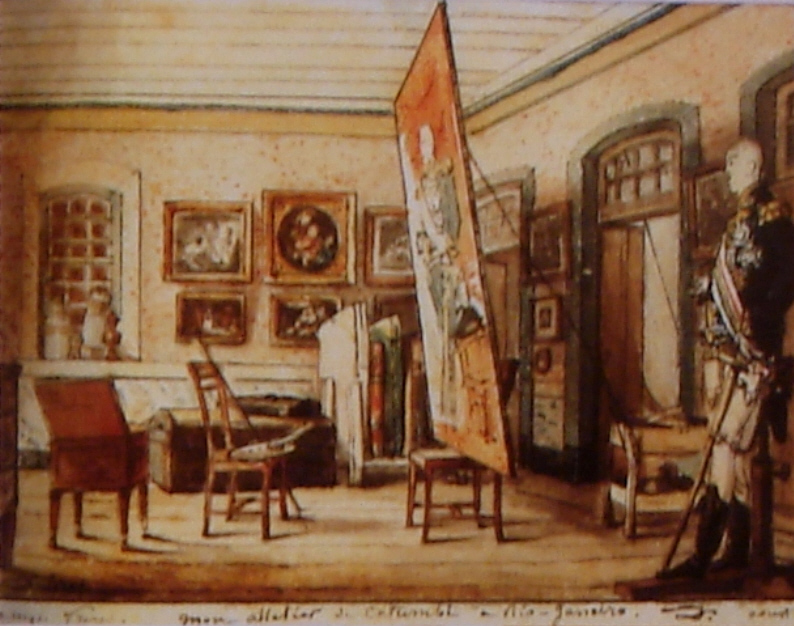
Ateliê de Debret em Catumbi no Rio de Janeiro, 1816.

A chegada da Missão francesa ao Brasil coincide com a morte de D. Maria I, a Louca, e consequentemente, com a coroação do novo monarca, D. João VI. Nesses eventos, os artistas conseguem seus primeiros trabalhos para a corte. O artista, então, passou a fazer retratos oficiais para a realeza, ao mesmo tempo em que encontrava motivos para algumas das aquarelas do livro. "Embarque na Praia Grande das tropas destinadas ao sítio de Montevidéu" e "Desembarque da Princesa Real Leopoldina", ambos do terceiro volume do livro, são dois exemplos de registros referentes às suas primeiras vivências no Brasil. Essa prática de conciliar suas atividades oficiais com a preparação, a longo prazo, de um projeto pessoal, acompanharia Debret por todo o seu trajeto temporal e geográfico pelo Brasil.
O autor retorna a Paris em 1831 e passa a dedicar-se à reunião do material que coletou e produziu durante os dezesseis anos no Brasil. O próprio autor foi o responsável pela feitura das litografias a partir de suas aquarelas e também dos textos que acompanhariam os desenhos. Viagem Pitoresca e Histórica ao Brasil foi, inicialmente, editados em fascículos – método de distribuição costumeiro na época, pois facilitava a aquisição e a divulgação das obras. Os três volumes, tal como os conhecemos hoje, foram publicados em 1834, 1835 e 1839.

## Temas da obra
Sobre a obra, em correspondência com Manoel de Araújo Porto-Alegre, que data de outubro de 1837, o artista escreveu que sempre conservara a ideia de se tornar o historiógrafo do Brasil, responsável pela produção, aos olhos do mundo, de uma biografia nacional para a apreciação de estrangeiros, atraídos, até então, apenas pelo exotismo da fauna e flora brasileiras e pelos costumes e ritos dos nativos.
Já de volta à França, depois da estada no Brasil, Debret já tinha traçado o plano de sua obra. O autor enfatiza as diferentes etapas do progresso civilizatório no Brasil: os indígenas e suas relações com o homem branco, as atividades econômicas e a mão-de-obra escrava e, por fim, as instituições nacionais. Tendo em vista essa trajetória que se estabelece entre os três tomos, pode-se dizer que o livro acompanha a ideia da evolução da História como disciplina acadêmica, seguindo o pensamento da Europa oitocentista, especialmente na valorização da história política e religiosa das nações. Debret se diferenciava, porém, menos por querer construir esse passado que por sua vontade de ver o Brasil ocupar lugar de destaque entre as nações europeias, não só por um reconhecimento político, mas também das qualidades de seu povo.

### Os indígenas e a infância da civilização
As primeiras imagens de Viagem Pitoresca e Histórica ao Brasil tratam de um "estado de infância" do indígena brasileiro, assim como esses povos eram entendidos de acordo com os pensamentos iluministas. Debret faz uma associação entre o selvagem brasileiro e a natureza, cenário a partir do qual a ideia de homem brasileiro constitui-se entre viajantes, mas que aqui recebe também um sentido de espaço a ser controlado pelo homem civilizado.
Diferentemente da maioria dos livros de viagens que precederam o de Debret, Viagem Pitoresca e Histórica tem menos foco na exuberância dos elementos naturais (ainda que tenha no primeiro volume algumas pranchas dedicadas a registrar vegetais e paisagens que retratem a fauna e a flora) e mais na ideia de como a natureza atrapalhava o progresso da civilização. O que fundamenta sua visão dos costumes brasileiros é um projeto de superação.
Interessa a Debret, na representação dos índios, reconhecer aspectos tanto tidos como selvagens e outros tidos como civilizados. É possível reconhecer em seus textos e imagens, indícios de mestiçagem. Entre indígenas e mestiços, “selvagens” e “civilizados” interagiam e confundiam-se nas sociedades americanas.

Nesse sentido, a gravura intitulado "Caboclos ou índios civilizados", uma das gravuras mais notáveis do livro, mostra um homem deitado, armando um arco com os pés em uma paisagem agreste. Se a representação, em um primeiro momento, pode parecer a de índios selvagens, o texto afirma que se tratam de índios civilizados, caboclos, nomenclatura genérica que abrangia, no Rio de Janeiro, os índios tidos como civilizados, isto é, batizados.

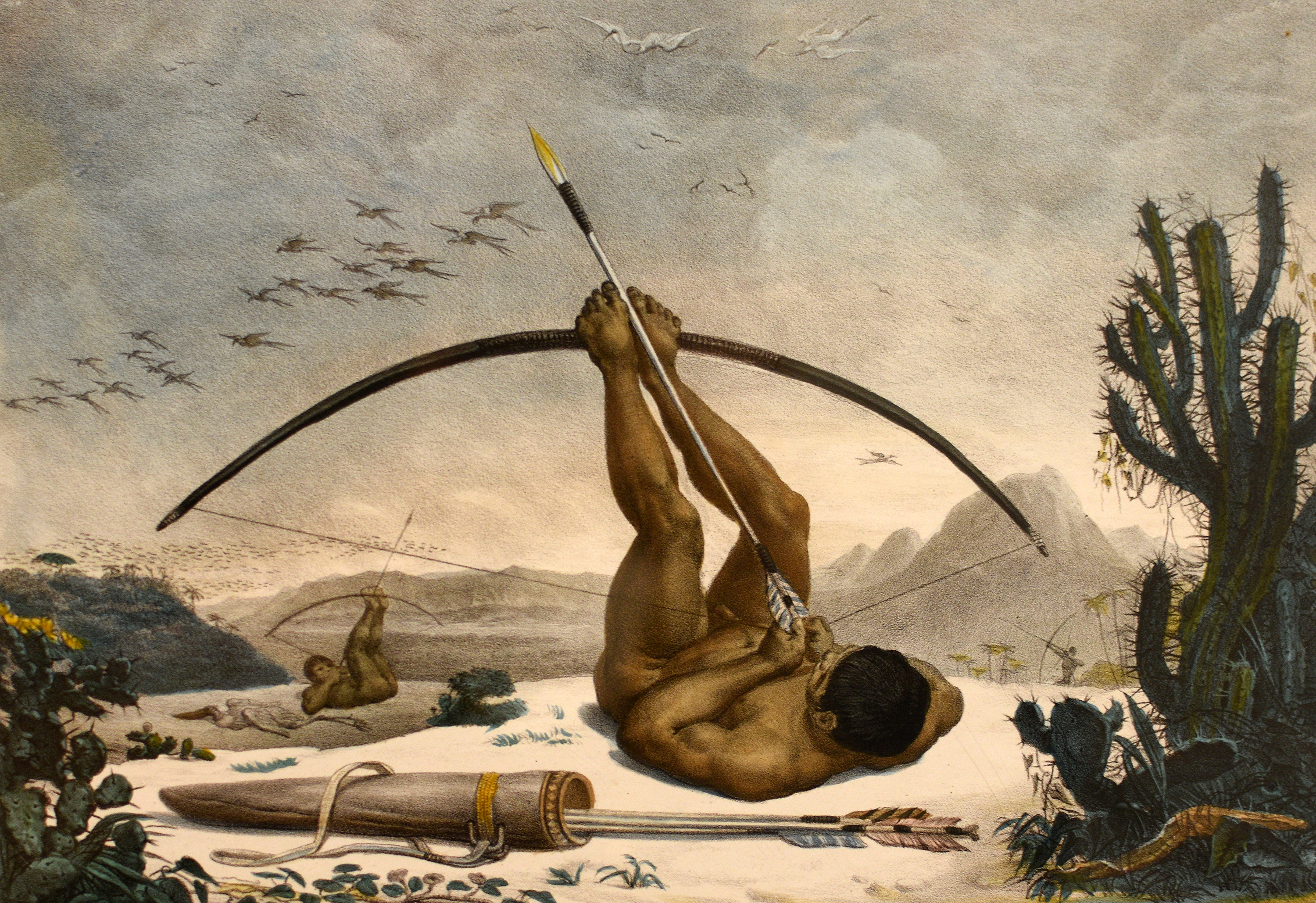
Cablocos ou Índios civilizados, de Jean-Baptiste Debret
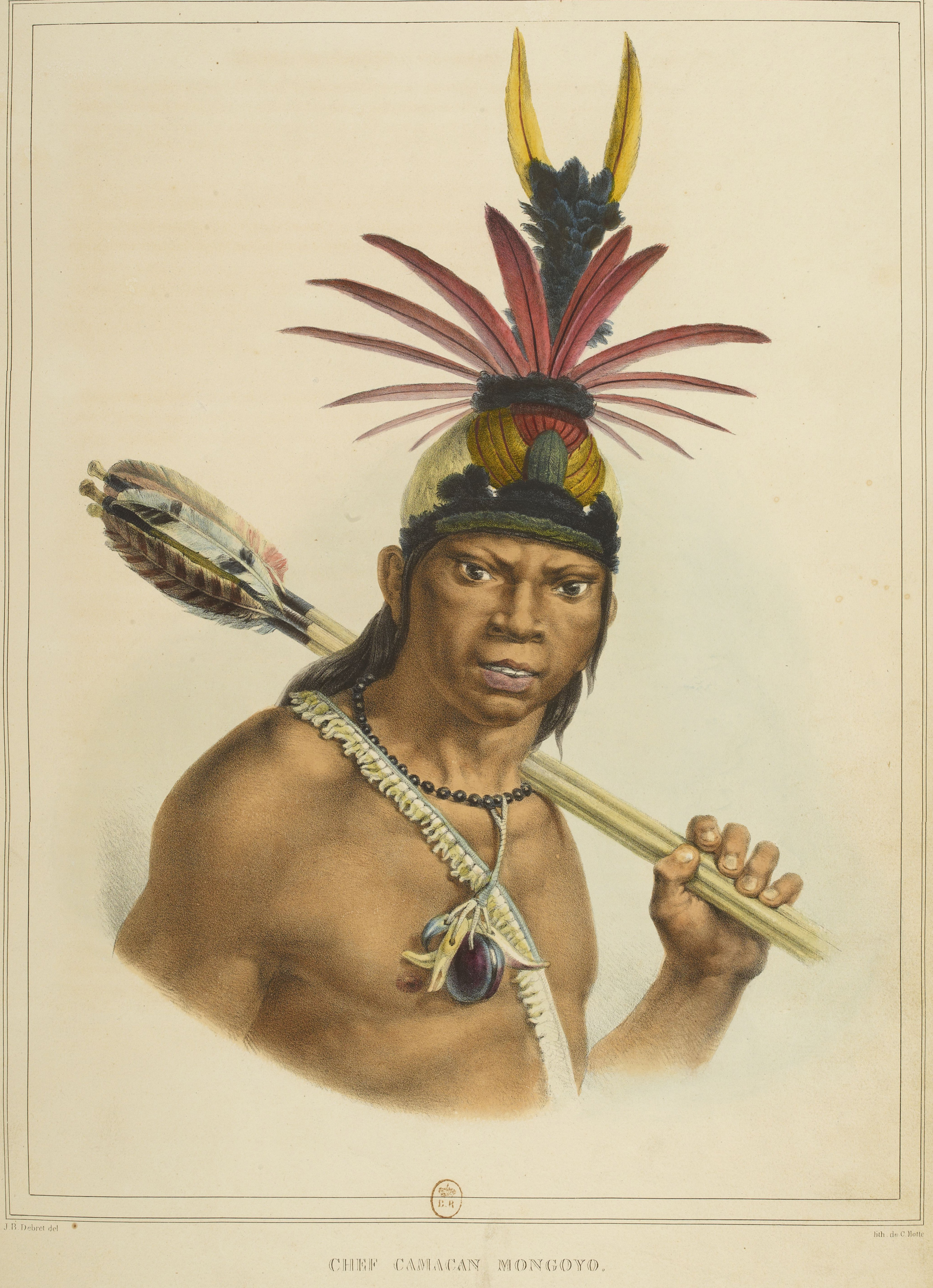
Chefe Camacan Mongoyo, de Jean-Baptiste Debret
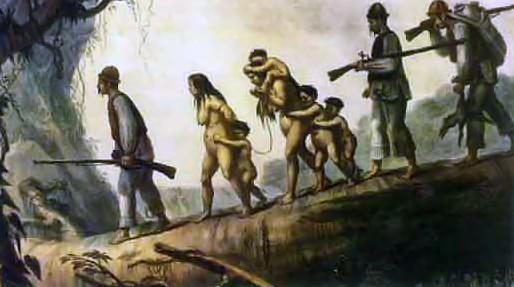
Índios soldados da província de Curitiba escoltando prisioneiros nativos, de Jean-Baptiste Debret
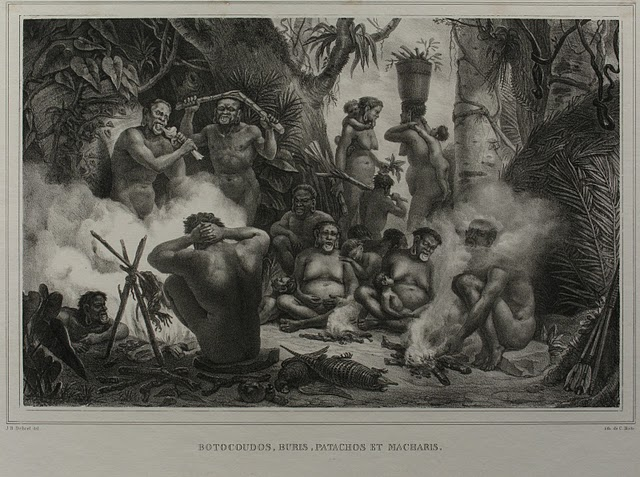
Botocudos, Puris, Pataxós e Machacalis, de Jean-Baptiste Debret

### A escravidão e a cidade do Rio de Janeiro
O segundo volume de Viagem Pitoresca e Histórica ao Brasil é centrado na cidade do Rio de Janeiro. São representados os costumes da vida cotidiana e de seus arredores, em que a figura do negro é preponderante.
A observação das imagens mostra a importância das figuras afrodescendentes na movimentação econômica da cidade, especialmente nos comércios de rua, como o de alimentos e bebidas para os homens de dinheiro. Debret registra como os senhores de terras poderiam ficar apenas observando, enquanto quem trabalha são os escravos. Gravuras representativas desses comércios de rua são "Os refrescos do Largo do Palácio" e "Negras Livres vivendo de suas atividades", nas quais são representadas negras que, como afirma Debret, sabiam reproduzir os gestos e costumes franceses e com trajes rebuscados e decentes para os padrões da época.
Debret constrói aqui a figura do negro e do "mulato" e como era tratado na sociedade. Ele qualifica os mulatos como mais robustos e resistentes ao clima carioca, além de possuirem mais energia e inteligência que o negro, características obtidas graças à mistura com os brancos, que serviriam, de acordo com as ideias iluministas, como orientação racional, física e moral superior à do negro.
Nesse volume, Debret também adiciona comentários ao "caráter do brasileiro", caracterizando-o como um homem que, apesar das condições climáticas do país (que supostamente não favoreceriam a inteligência e o desenvolvimento do espírito), consegue direcionar suas energias para a ciência e as artes, a literatura, poesia – ainda que localizando ele como inferior ao modelo do homem europeu.

O livro também traz representações marcantes das punições dirigidas aos escravos, como em "Feitores corrigindo negros" e "Execução da punição de açoitamento". São representados os feitores, responsáveis pela fiscalização dos escravos, e de sua rotina. Os castigos mais comuns eram chicotadas que deixavam o escravo gravemente ferido. Eles eram, em sua maioria, portugueses.

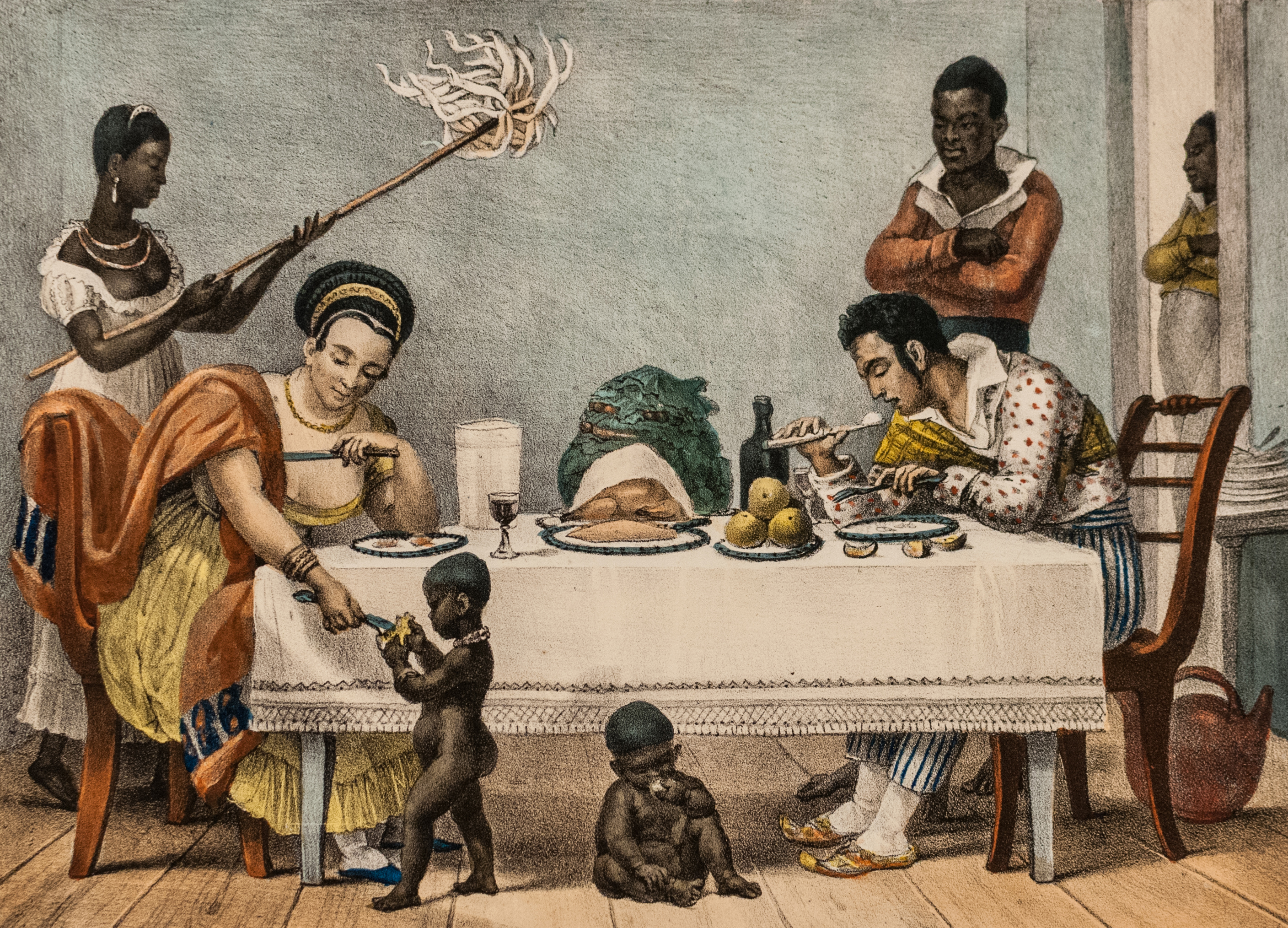
Família Brasileira no Rio de Janeiro, de Jean-Baptiste Debret
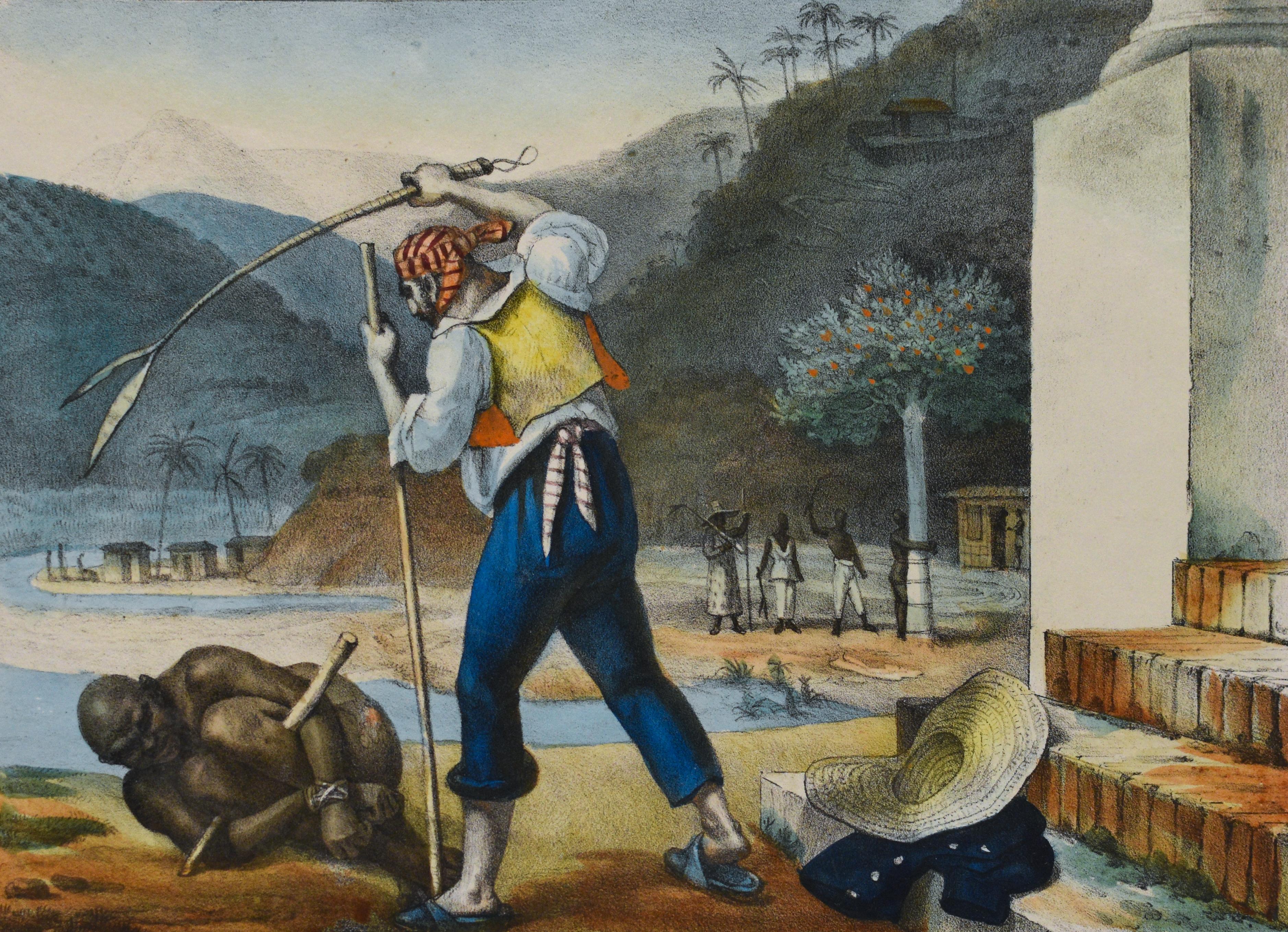
Feitores corrigindo negros, de Jean-Baptiste Debret
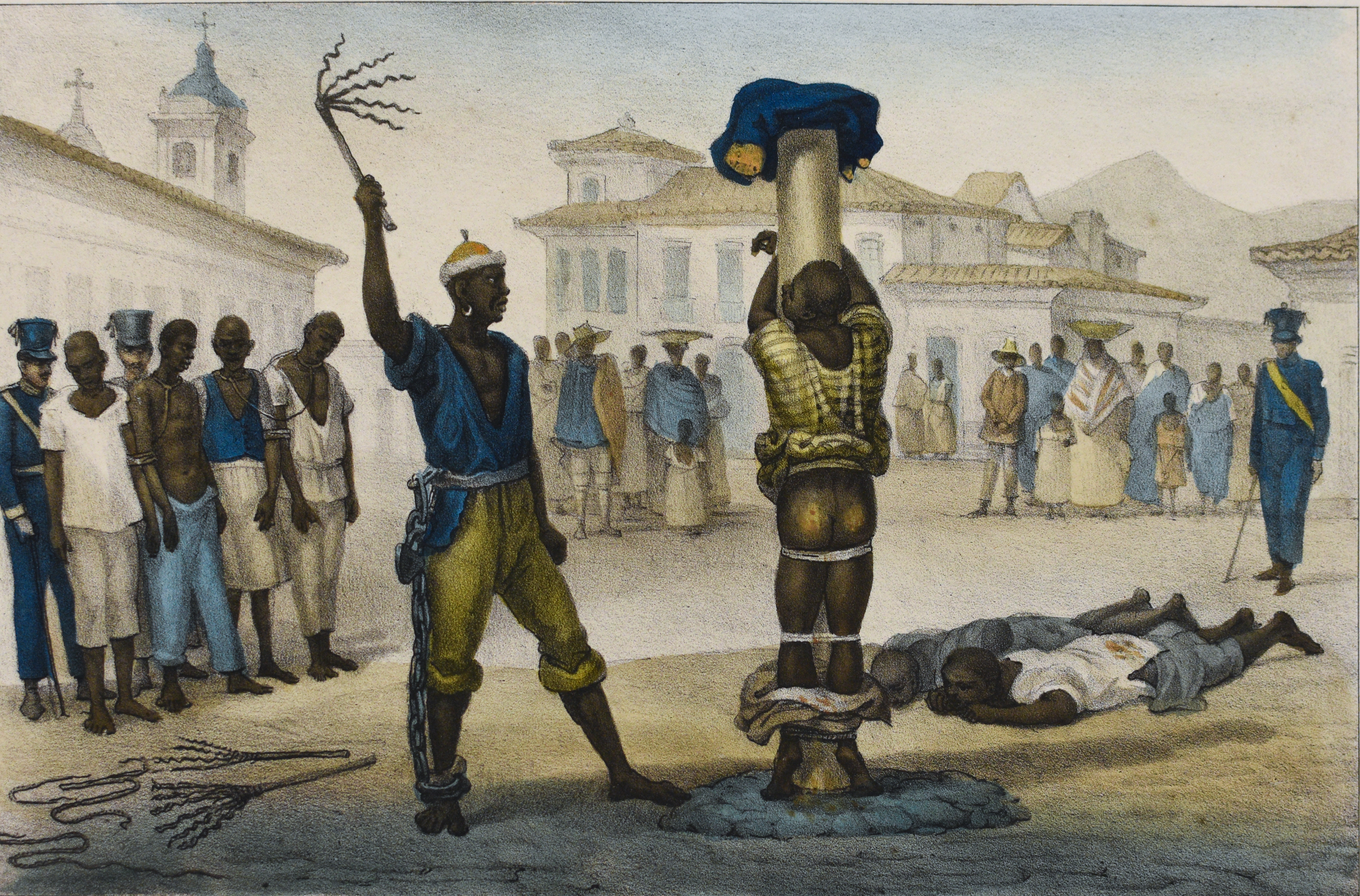
Execução da punição de açoitamento, de Jean-Baptiste Debret
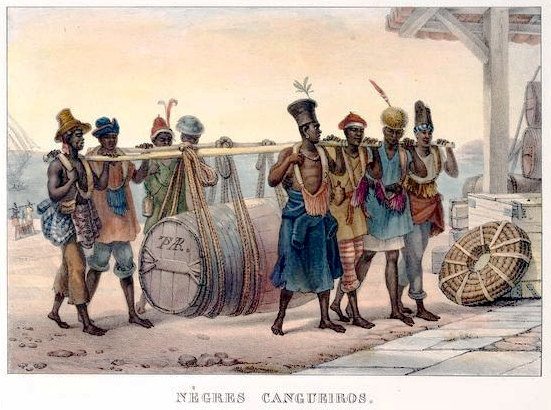
Negros Cangueiros, de Jean-Baptiste Debret
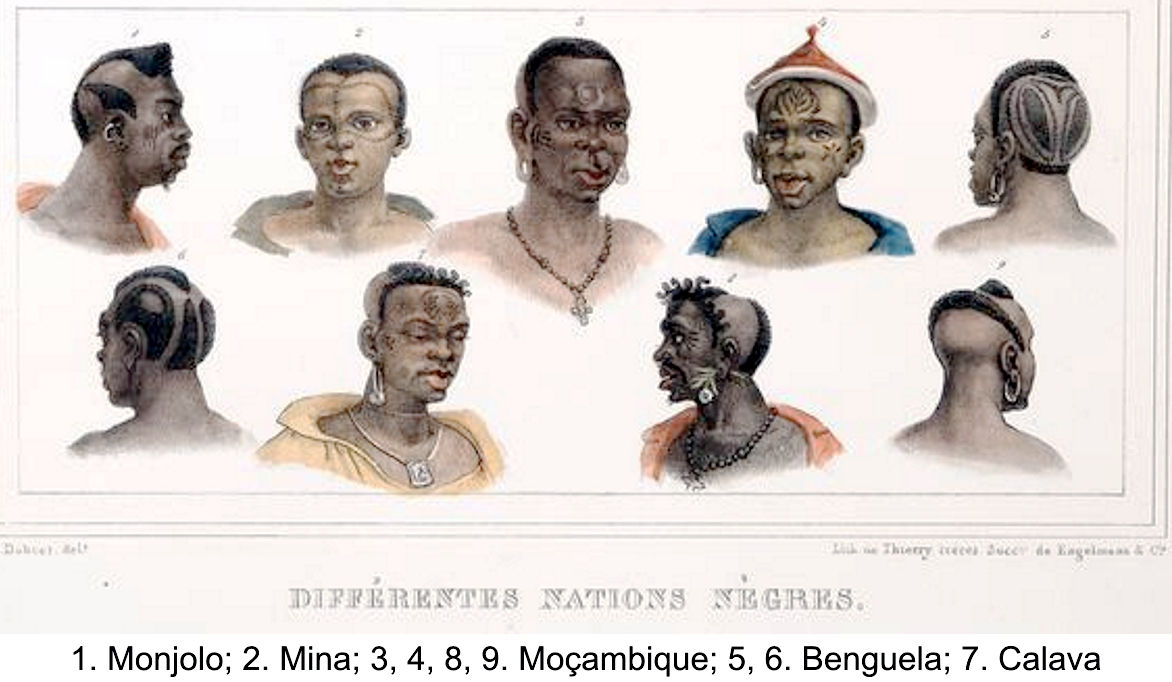
Diferentes Nações Negras, de Jean-Baptiste Debret
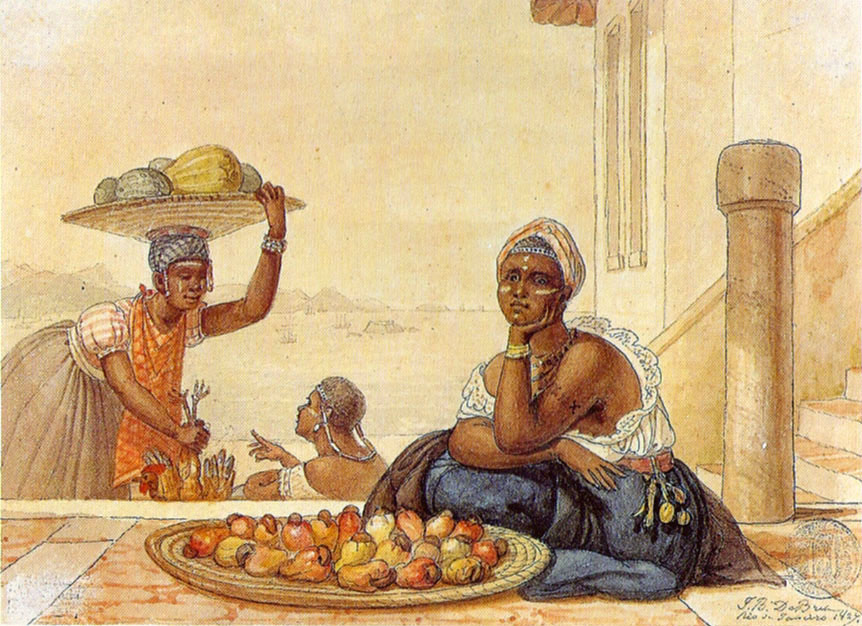
Negra vendendo caju, de Jean-Baptiste Debret
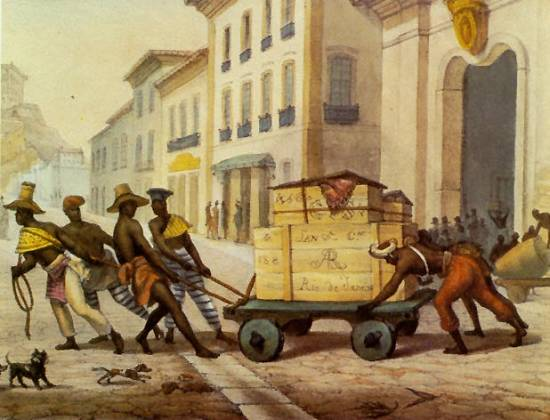
Negros de carro, de Jean-Baptiste Debret
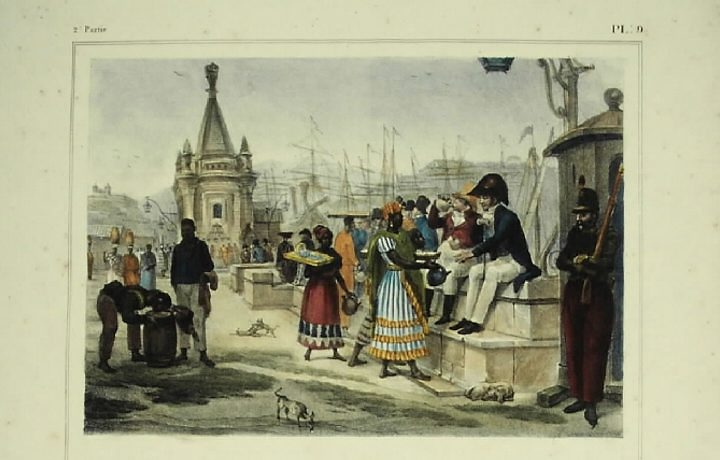
Os refrescos do Largo do Palácio, de Jean-Baptiste Debret
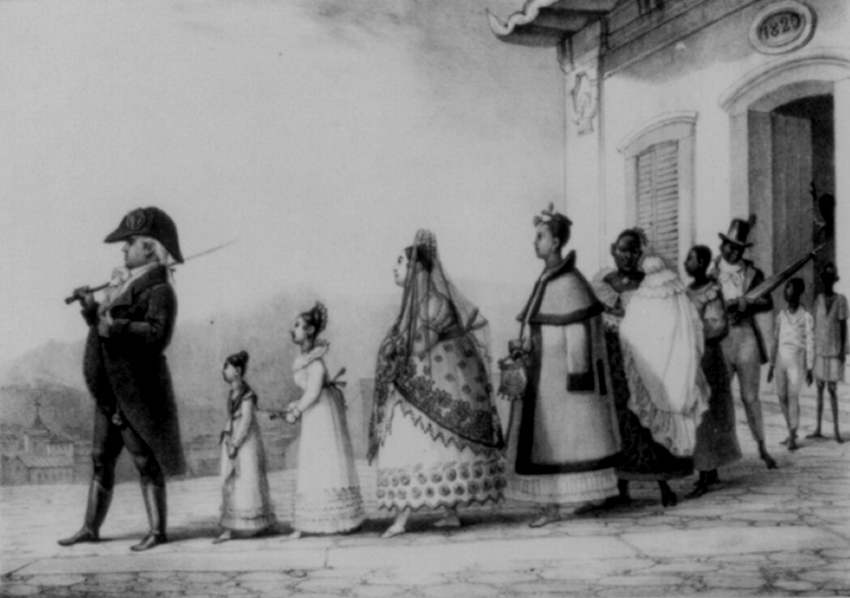
Um funcionário brasileiro a passeio com sua família, de Jean-Baptiste Debret

### As instituições políticas e religiosas brasileiras
No terceiro volume de sua Viagem, Debret construiu toda uma cenografia para as celebrações monárquicas, criou símbolos para a representação de fatos e eventos históricos e eternizou momentos da trajetória política do Brasil. Na introdução a este volume, o autor afirma que o luxo e a pompa das festas e cerimônias encontram-se mil detalhes na litografia, que escapariam a uma descrição escrita, impossível de ser sucinta.
Debret inclui nesse terceiro volume retratos da família real, fazendo uma divisão por gêneros. Do lado masculino, incluem-se as pinturas, por exemplo, de D. João VI e D. Pedro I, enquanto do feminino, estão Rainha Carlota, Arquiduquesa D. Leopoldina e Segunda Imperatriz do Brasil, D. Amélia de Leuchtenberg. Inclui também uma de bustos, homenageando artistas franceses da Missão Artística, revelando ainda, algumas alfinetadas políticas com essas figuras.

Os eventos da realeza representados exibiam o aparato governamental, como no desembarque de D. Leopoldina de Áustria que gerou uma série de normas para a cidade no dia de sua chegada, controlando o trânsito nas ruas. O evento retratado em "Desembarque da Princesa Real Leopoldina", teve um grande número de carruagens, cavalgadas e a construção de um arco de triunfo.

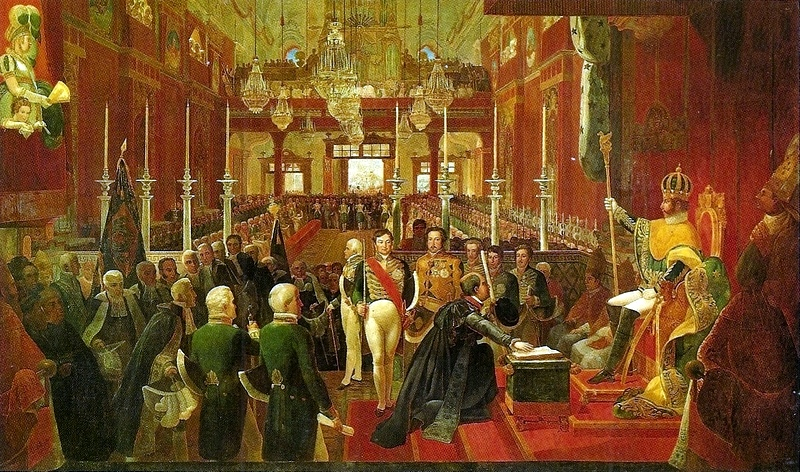
Coroação de Dom Pedro I, de Jean-Baptiste Debret.
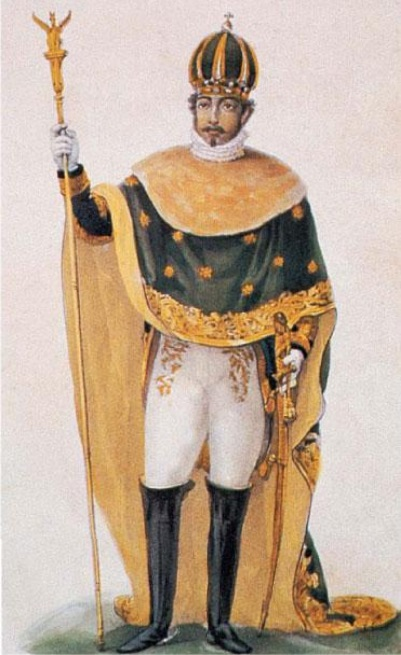
Coroação de Dom Pedro I, de Jean-Baptiste Debret
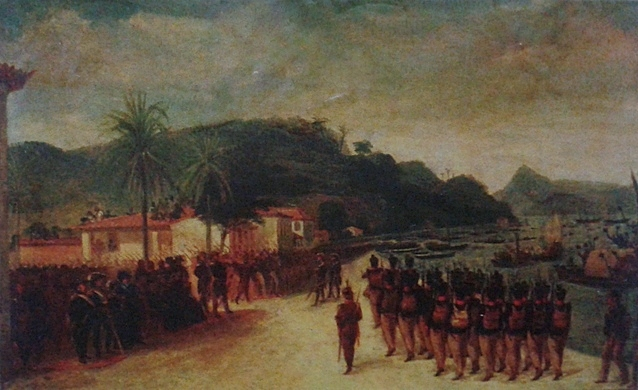
Embarque na Praia Grande de tropas destinadas ao bloqueio de Montevidéu, de Jean Baptiste-Debret
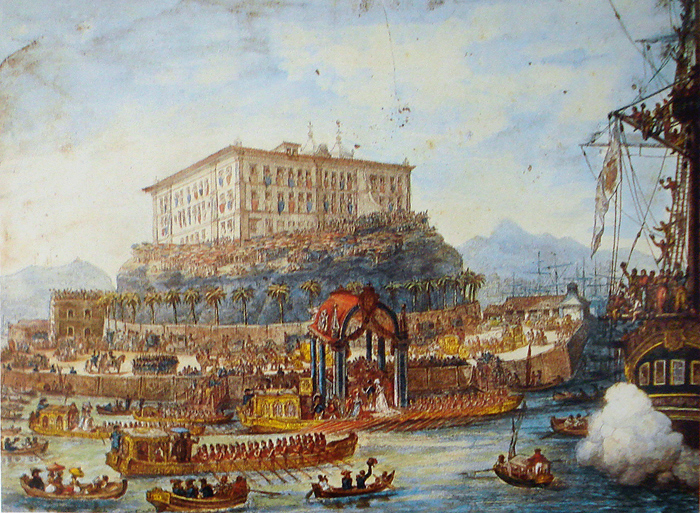
Desembarque da Princesa Real Leopoldina, de Jean-Baptiste Debret
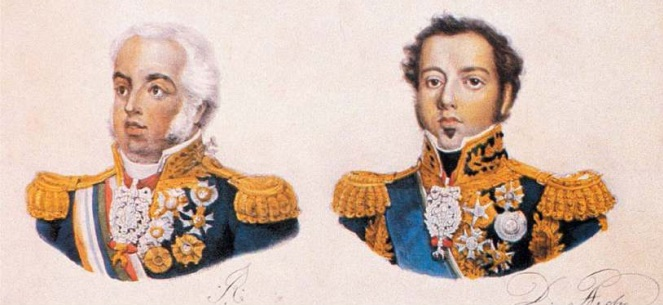
Retratos de D. João VI e D. Pedro I, de Jean-Baptiste Debret

## Importância da obra
Além disso, como Debret mistura o seu trabalho artístico com a sua visão de testemunha e de historiador, os estudiosos de sua obra identificam nela uma série de questões como a construção da história, as relações entre imagem e texto, a apropriação do passado por cada um deles e, ainda, como esse trabalho contribui para a discussão historiográfica. A consulta à sua obra é, hoje, essencial para o estudo do período da História imperial brasileira.
Apesar de Viagem Pitoresca e História ao Brasil ser mais notório pelas suas imagens, ele foi concebido juntamente ao texto, para que, nas palavras do autor, "pena e pincel suprissem reciprocamente sua insuficiência mútua". Nas pinturas, Debret teve a liberdade de criar imagens independentes, como um exercício do estilo neoclássico que aprendeu com seu primo Jacques-Louis David. Tal estilo requeria um longo processo de elaboração da imagem, a partir de diversos estudos que, refinados, pudessem dar origem a imagens de valores eternos. A presença dos textos, no entanto, dirigem o leitor a uma visão histórica definida que deveria fazer da imagem.
Análises da obra apontam que ela, no contexto da literatura de viagem, do gênero pitoresco, guarda uma importância no papel privilegiado que o autor dá às imagens, consideradas fios condutores de sua narrativa. Viagem Pitoresca e Histórica ao Brasil não foi a primeira publicação sobre o Brasil e não é possível afirmar que Debret pensasse estar revelando informações inéditas do país ao público europeu. Seu orgulho autoral estava, na verdade, na consciência do pioneirismo de suas imagens e do pensamento por trás delas. Essa certeza pode ser explicada, em parte, pelo sucesso verificado pelas publicações do gênero que passaram a preencher o repertório de um público interessado em conhecer diferentes regiões e culturas. E nessas obras o apelo visual é o que mais desperta a atenção dos leitores. Por meio delas, elabora-se uma construção do passado e suas relações com o presente.

## Acusação de plágio
No primeiro volume de Viagem Pitoresca e Histórica ao Brasil, a gravura "Dança de selvagens da missão de São José" chamou a atenção por mostrar indígenas com poses e pinturas corporais muito parecidas às da gravura "Dança dos índios na Missão de São José, Nova Califórnia", do livro Voyages and travels en various parts of the world: during the years 1803, 1804, 1805, 1806, and 1807, do pelo naturalista prússio, Georg Heinrich von Langsdorff.
A afirmação comum é de que Debret realmente viajou pelo Brasil, mas estudiosos especulam que talvez ele tenha permanecido apenas nas imediações da cidade. É possível que a ilustração de Debret, publicada dez anos depois da de Langsdorff, não tenha sido um fruto da observação direta, mas de referências de registros de outros viajantes, o que abre brechas para a validação da fidelidade de seus registros.